# Kammu (språk)
Kammu är ett till språkfamiljen mon-khmerspråk (undergrupp till austroasiatiska språk) hörande språk som talas av cirka 500 000 människor i Laos, Kina, Myanmar, Thailand och Vietnam. 
Språket har länge varit föremål för forskning vid Institutionen för lingvistik vid Lunds universitet, där ett samarbete mellan lingvisterna Jan-Olof Svantesson, Kristina Lindell och Damrong Tayanin (modersmålstalare) lett till ett antal publikationer om språket. Ett tiotal språk som har mycket gemensamt med Kammu samlas i en grupp av språk som kallas Kammugruppen. I den utökade internationella språkkodsstandarden ISO 639-3 har kammu koden kjg.